# 라그나로크 온라인
라그나로크 온라인(Ragnarok Online)은 이명진의 만화 라그나로크를 기반으로 그라비티에서 만든 MMORPG이다.
2001년 11월 1일부터 9개월가량 베타테스트를 진행했으며, 2002년 8월 1일 상용화하였고 2010년 11월 24일 부분 유료화로 전환하였다.

## 개요
원작인 만화 《라그나로크》의 세계관을 바탕으로 삼고 있으며, 2007년 현재의 IMCGames의 사장 김학규가 그라비티 재적시에 프로듀서를 맡았던 온라인 게임이다. 대한민국에서는 주민등록번호로 캐릭터의 성별이 정해진다는 특징 때문에 남녀 구분이 어느 정도 이루어진 점이 특징이며 도트로 그려진 귀여운 캐릭터 때문에 많은 여성 사용자가 있었다.
대한민국 이외에 대만/홍콩(TwRO), 일본 등 동아시아를 시작으로, 타이(tRO), 중국(CRO), 국제(iRO.서버는 미국에 설치), 필리핀(pRO), 인도네시아(idRO), 말레이시아/싱가폴(mRO/eRO), 유럽(euRO), 인도(inRO), 브라질(bRO), 오세아니아(oRO) 등 많은 나라에서 운영되고 있다. 또 지역마다 운영회사가 다르며 해외에서는 iRO와 같이 그라비티 직영 지역도 있다.

## 라그나로크 온라인의 특징

### 그래픽
캐릭터가 2차원 도트, 배경(맵)이 3D 폴리곤이어서 2.5D라고 불리지만 실제로는 시스템상 2차원이다.

### 음악
SoundTeMP라는 이름의 팀이 작곡한 음악이 클라이언트 내에 MP3 형식으로 담겨 있었다. 일본에서는 OST로 출시되기도 했다.

### 성별 시스템
대한민국에서는 계정 생성시의 주민등록번호를 통해 계정을 가진 사람과 캐릭터의 성별이 일치하는 시스템이 있었다. 하지만 일부 몇몇 사용자들은 타 성별의 주민등록번호를 취득해 계정을 생성하는 경우도 많았다. 이 시스템은 대한민국 이외의 나라에서 서비스시에는 반드시 적용되지는 않았다.

### 세계관
이른바 검과 마법의 판타지 세계이다. 원작이 북유럽 신화를 기반으로 삼고 있기 때문에, 북유럽 신화와 관련된 용어나 아이템이 다수 존재한다.
약 1000년 전에 신과 인간과 마족 세 종족이 전쟁을 벌였다고 하는 설정으로, 연호로는 A.W.(After War)가 사용되고 있다. 원작의 약 100년 전이 게임의 무대라고, 그라비티가 발표한 적이 있다.
신과 인간, 그리고 마족의 길고 길었던 성전이 끝난 후… 위협적이었던 전쟁의 시간 속에 인간과 신, 마족 모두 깊은 상처를 입은 채 멸망의 위기에서 벗어나 인간계, 신계, 마계는 길고긴 휴전 상태로 들어갔다.
인간들이 살고 있는 미드가츠 대륙의 이 거짓 평화의 1000년에 걸친 시간은 그들로 하여금 비참했던 과거와 전쟁의 상처를 잊게 만들었고, 인간들은 과거의 잘못을 잊은 채 조금씩 자신들의 문화 번성과 더불어 이기심과 자만을 키워가고 있었다.
그러던 어느 날, 조금씩 그 평화의 균형이 무너져 내리는 이상 징후가 미드가츠 대륙 곳곳에서 감지되기 시작한다. 평화의 기운이 깨져 가면서 세계의 평화를 지탱하고 있다는 이미르의 조각에 대한 이야기가 조금씩 모험자들을 중심으로 퍼져나가기 시작한다. 그러나 사람들은 그것의 본질은 망각한 채 하나둘씩 자신만의 목적, 그 정체와 부를 찾아 그 조각들을 찾아나서는데…

## EPISODE
Episode 01 ~ Episode 04 : 정보없음
- Lutie (2002.12.17)
- Comodo (2003.02.04)
- War of Emperium (2003.05.02)

Episode 05 : 유노- 잊혀진 고대의 유산 (Yuno - Forgotten Legacy of Ancient Era, 2003.07.15)
Episode 06 : Beyond The Midgarts
1. 일본 - 아마쯔(Amatsu, 2003.10.07)
2. 대만 - 쿤룬(Kunlun)
3. 중국 - 용지성(Castle of Dragon)
4. 태국 - 아요타야 (Ayothaya, 2004.10.26)
5. 러시아 - 모스코비아 (Moscovia)
6. 브라질 - 브라질리스(Brasilis)

Episode 07 ~ Episode 09 : 구분이 명확하지 않으며, 다음의 항목이 포함되어 있다.
- 우탄족이 사는 나무 위 마을. 움발라 (Village of Utan Tribe - Umbala, 2004.01.27)
- 죽은 자의 마을, 니플헤임 (City of the Dead - Nifflheim, 2004.02.23)
- 전승시스템 (2004.04.19)

Episode 10 : 슈발츠발드 공화국 (the Republic of Schwarzwald) 

Part 1. 아인브로크 ~ 붉은 안개의 강철 도시 (Einbroch ~ The Steel Town in a Red Haze, 2005.03.29) 

Part 2. 리히타르젠 ~ 빛의 정점, 어둠의 그림자 (Lighthalzen ~ The Apex of Lights, The Shadow of Darkness, 2005.06.28) 

Part 3. 노그할트 ~ 심연의 호수, 죽음의 탑 (Noghalt ~ The Abyss Lake, The Tower of Thanatos, 2005.09.26) 

Part 4. 휘겔 ~ 잊혀진 자들의 안식처 (Hü:gel ~ The Haven of Forgotten, 2006.01.17)
Episode 11 : 아루나펠츠 교국 (The Religional Nation, Arunafeltz) 

Part 1. 수도 "라헬" - 여신의 성역 (Capital City "Rachel" - Sacred Precinct of Goddess, 2006.07.11) 

Part 2. 토르 화산에 숨겨진 협간의 도시, 베인스 (Veins - A Hidden Gorge of Volcano Thor, 2006.12.27) 

Part 3. 이름없는 섬, 잊혀진 수도원 (Unnamed Islet ~ Cursed Monastery, Endless Nightmare, 2007.04.10)
Episode 12 : 미드가르드의 악몽, 파멸의 모로크 (The Morocc, Nightmare of midgard, 2007.10.17)
Episode 13.1: "ASH VACUUM" (2008.06.25) 

Episode 13.2: 미지와의 조우 (Encounter with the Unknown, 2008.12.17) 

Episode 13.3: 엘 디카스테스(El Dicastes, 2009.12.23)
Episode 14.1: 비프로스트 (Bifrost, 2010.06.30) 

EPISODE 14.2: 에클라쥬 (Eclage, 2011.12.20)

## 게임 내 수치
- 게임 내 통화 : 통화 단위는 제니(Zeny)이며, 옛날의 일본에서 돈을 가리키는 말과 같아 논란이 된 적이 있다.

### 레벨
라그나로크의 레벨은 베이스 레벨(베렙), 잡 레벨(잡렙) 두 가지로 나뉘어 있으며, 직접적인 능력치에 영향을 미치는 스테이터스가 늘어나는 것이 베이스 레벨, 스킬 포인트가 늘어나는 것이 잡 레벨이다. 직업을 바꾸기 위해서는 잡 레벨을 올려야 하며, 전승을 위해서는 베이스 레벨을 99레벨까지 올릴 필요가 있다.
노비스에서 슈퍼 노비스로 전직하는 경우는 예외적으로 베이스 레벨 45가 추가 조건이 된다.
6개의 스테이터스를 클래스별로, 혹은 클래스 내 선택한 육성 타입별로 자유 포인트를 분배하게 되는데, 유행에 따라, 혹은 성향에 따라 같은 클래스라도 스테이터스 분배가 다르며, '바탈검사' '어질검사' 등과 같이 클래스 앞에 붙어 성향을 나타낸다. 포인트는 레벨 업 때마다 일정량 주어진다.
- 성향은 시스템적인 것이 아니라 사용자가 선택한 것일 뿐이며, 스테이터스뿐만이 아니라 스킬 선택으로도 이름붙이는 경우가 있다('제조블스' 같은 경우는 스테이터스 및 스킬을 같이 나타내게 되기도 한다).

### 스킬 포인트
기본적인 노비스 스킬 및 응급 치료 말고는 대부분의 스킬은 직업별로 다르며, 특정 스킬(혹은 특정 스킬들)에 어느 정도 포인트를 투자해야 수련할 수 있는 스킬이 나타나기도 한다. 전승 후에는 추가 선택 스킬이 생기는 경우도 있다.

## 직업
- 노비스 상태에서 기본 기능 스킬 (passive)을 9까지 올리면, 슈퍼 노비스를 제외한 모든 1차 직업으로 전직할 수 있다.
- 슈퍼 노비스는 전직하지 않은 상태에서 베이스 레벨이 45이상인 경우 전직할 수 있다.
- 1차 전직 상태에서 직업레벨이 40이상이면 2차 전직을 할 수 있다.
- 아랍권 국가에서는 크루세이더를 선택할 수 없다.
- 바드는 남성 유저만, 댄서는 여성 유저만 선택할 수 있다.

- 2차 전직 상태에서 베이스레벨 99, 직업레벨 50이 되면 전승할 수 있다.
- 확장 직업군은 전승할 수 없다.
- 전직은 노비스 - 1차 직업 - 2차 직업 - 하이 노비스 - 전승 1차 직업 - 전승 2차 직업 순서로 한다.
- 전승 상태에서 2차 직업을 교차선택할 수 없다. (나이트인 경우 로드나이트로만 전직이 가능하다.)

- 2차 전직(전승 전직 포함)한 상태에서 베이스레벨 99, 직업레벨이 50이상이면 3차 전직을 할 수 있다.
- 확장 직업군은 3차 전직을 할 수 없다.

- 기본 직업군

| 초보자          | 1차 직업          | 2차 직업                | 전승 2차 직업                | 3차 직업                         |
| --------------- | ----------------- | ----------------------- | ---------------------------- | -------------------------------- |
| 노비스 (NOVICE) | 검사 (SWORDMAN)   | 나이트 (KNIGHT)         | 로드나이트 (LORDKNIGHT)      | 룬나이트 (RUNEKNIGHT)            |
| 노비스 (NOVICE) | 검사 (SWORDMAN)   | 크루세이더 (CRUSADER)   | 팔라딘 (PALADIN)             | 로얄가드 (ROYALGUARD)            |
| 노비스 (NOVICE) | 마법사 (MAGICIAN) | 위저드 (WIZARD)         | 하이위저드 (HIGHWIZARD)      | 워록 (WARLOCK)                   |
| 노비스 (NOVICE) | 마법사 (MAGICIAN) | 세이지 (SAGE)           | 프로페서 (PROFESSOR)         | 소서러 (SORCERER)                |
| 노비스 (NOVICE) | 상인 (MERCHANT)   | 블랙스미스 (BLACKSMITH) | 화이트스미스 (WHITESMITH)    | 미케닉 (MECHANIC)                |
| 노비스 (NOVICE) | 상인 (MERCHANT)   | 알케미스트 (ALCHEMIST)  | 크리에이터 (CREATOR)         | 제네릭 (GENETIC)                 |
| 노비스 (NOVICE) | 복사 (ACOLYTE)    | 프리스트 (PRIEST)       | 하이 프리스트 (HIGHPRIEST)   | 아크비숍 (ARCHBISHOP)            |
| 노비스 (NOVICE) | 복사 (ACOLYTE)    | 몽크 (MONK)             | 챔피언 (CHAMPION)            | 수라 (SURA)                      |
| 노비스 (NOVICE) | 도둑 (THIEF)      | 어쌔신 (ASSASSIN)       | 어쌔신 크로스 (ASSASINCROSS) | 길로틴 크로스 (GUILLOTINE CROSS) |
| 노비스 (NOVICE) | 도둑 (THIEF)      | 로그 (ROGUE)            | 스토커 (STALKER)             | 쉐도우 체이서 (SHADOWCHASER)     |
| 노비스 (NOVICE) | 궁수 (ARCHER)     | 헌터 (HUNTER)           | 스나이퍼 (SNIPER)            | 레인저 (RANGER)                  |
| 노비스 (NOVICE) | 궁수 (ARCHER)     | 바드(BARD) - 男         | 클로운 (CLOWN)               | 민스트럴 (MINSTREL)              |
| 노비스 (NOVICE) | 궁수 (ARCHER)     | 댄서 (DANCER) - 女      | 집시 (GYPSY)                 | 원더러 (WANDERER)                |

- 확장 직업군

| 초보자          | 확장 1차 직업             | 확장 2차 직업             |
| --------------- | ------------------------- | ------------------------- |
| 노비스 (NOVICE) | 슈퍼 노비스 (SUPERNOVICE) | 슈퍼 노비스 (SUPERNOVICE) |
| 노비스 (NOVICE) | 태권소년/소녀(TAEKWON)    | 권성 (KWONSUNG)           |
| 노비스 (NOVICE) | 태권소년/소녀(TAEKWON)    | 소울링커 (SOULLINKER)     |
| 노비스 (NOVICE) | 닌자 (NINJA)              | 카게로 (KAGERO)- 男       |
| 노비스 (NOVICE) | 닌자 (NINJA)              | 오보로 (OBORO)- 女        |
| 노비스 (NOVICE) | 건슬링거 (GUNSLINGER)     | 리벨리온 (REBELLION)      |

## 게임 시스템
- 카드 시스템

소켓'이 있는 장비(무기, 방어구)에 몬스터로부터 획득한 '카드'를 조합할 수 있다.
몬스터 카드(ex. 포링 카드)마다 특색있는 옵션이 부가되어 있으며, 장착할 수 있는 위치가 정해져있다.
- 속성 시스템

몬스터의 속성과 유저의 공격(마법, 스킬 등) 속성에 따라 공격 대미지가 증가/감소한다.
- 결혼 시스템

성별이 다른 캐릭터와 결혼을 할 수 있으며, 결혼 후 생성되는 결혼 반지를 장착하면 관련된 스킬을 사용할 수 있다.
- 입양 시스템

레벨 70 이상의 결혼한 커플이 결혼 반지를 장착한 상태에서 자식이 될 캐릭터 (2차 전직 이전)에게 입양을 신청할 수 있다.
1명의 캐릭터만 입양할 수 있으며, 이혼을 하더라도 입양 상태는 해제되지 않는다.
입양된 캐릭터는 크기가 줄어들며, 부모와 레벨에 관계없이 균등을 할 수 있는 반면, 전직, 스탯이 분배, 제조 성공률등에서 패널티를 받는다.
- 제련 시스템

무기나 방어구가 지니고 있는 능력치를 향상 시켜주는 시스템으로 +20까지 제련이 가능하다. 

무기 레벨에 따라 제련에 필요한 광석이 종류가 다르며, 안정적으로 제련이 성공할 확률 또한 달라진다. 

| 장비레벨  | +10 미만제련시 | +10 이상제련시 | 안전제련수치 |
| --------- | -------------- | -------------- | ------------ |
| 무기레벨1 | 프라콘         | 브라디움       | +7           |
| 무기레벨2 | 엠베르타콘     | 브라디움       | +6           |
| 무기레벨3 | 오리데오콘     | 브라디움       | +5           |
| 무기레벨4 | 오리데오콘     | 브라디움       | +4           |
| 방어구    | 에르늄         | 카르늄         | +4           |

### 길드 시스템

#### 공성전
거점이 되는 마을의 인근에 공성맵이 위치하며, 각 맵당 5개의 성이 존재한다. 

공성이 진행되는 성 내에서는 일반 필드와 다른 규칙이 적용되는데 이를 시즈모드라고 한다. 

유저끼리의 전투(Player vs Player)가 가능하며, 소비 아이템이나 스킬의 사용을 제한하기도 한다.
| 공성지역               | 아지트 이름    |
| ---------------------- | -------------- |
| 발키리 렐름 (프론테라) | 괸들           |
| 발키리 렐름 (프론테라) | 크림힐트       |
| 발키리 렐름 (프론테라) | 스반힐트       |
| 발키리 렐름 (프론테라) | 스쾨굴         |
| 발키리 렐름 (프론테라) | 라즈그리스     |
| 브리토리아 (게펜)      | 욜브리거       |
| 브리토리아 (게펜)      | 멜세스데츠     |
| 브리토리아 (게펜)      | 레프리온       |
| 브리토리아 (게펜)      | 이스넬프       |
| 브리토리아 (게펜)      | 베르겔         |
| 청림호수 (페이욘)      | 불영           |
| 청림호수 (페이욘)      | 천단           |
| 청림호수 (페이욘)      | 홍루           |
| 청림호수 (페이욘)      | 명정           |
| 청림호수 (페이욘)      | 죽림현         |
| 루이나 길드 (알데바란) | 뷔르츠부르크   |
| 루이나 길드 (알데바란) | 로텐부르크     |
| 루이나 길드 (알데바란) | 뉘렌베르크     |
| 루이나 길드 (알데바란) | 노이슈반스타인 |
| 루이나 길드 (알데바란) | 호헨슈반가우   |
| 니다뷜 (유노)          | 안들랑그       |
| 니다뷜 (유노)          | 히민           |
| 니다뷜 (유노)          | 흘료드         |
| 니다뷜 (유노)          | 비드블라인     |
| 니다뷜 (유노)          | 스카티르닐     |
| 발프레이야 (라헬)      | 게픈           |
| 발프레이야 (라헬)      | 바나디스       |
| 발프레이야 (라헬)      | 시르           |
| 발프레이야 (라헬)      | 호른           |
| 발프레이야 (라헬)      | 마르돌         |

## 게임 서버
| 정액서버        | 사라 (19+)                 | 사라 (19+)            | 사라 (19+)              |
| 정액서버        | 케이아스                   | 디포르테 (2008.10.31) | 타나토스 (2009.02.25)   |
| 정액서버        | 오딘                       | 디포르테 (2008.10.31) | 타나토스 (2009.02.25)   |
| 정액서버        | 로키                       | 소린 (2008.10.31)     | 타나토스 (2009.02.25)   |
| 정액서버        | 발두르                     | 소린 (2008.10.31)     | 타나토스 (2009.02.25)   |
| 정액서버        | 아이리스                   | 글라리스 (2008.11.01) | 란드그리스 (2009.03.04) |
| 정액서버        | 토르                       | 글라리스 (2008.11.01) | 란드그리스 (2009.03.04) |
| 정액서버        | 리디아                     | 테일링 (2008.11.01)   | 란드그리스 (2009.03.04) |
| 정액서버        | 펜릴                       | 테일링 (2008.11.01)   | 란드그리스 (2009.03.04) |
| 정액서버        | 미스티 (2007.07.11)        | 미스티 (2008.07.09)   | 란드그리스 (2009.03.04) |
| 정액서버        | 우르드-PK서버 (2004.07.14) | 미스티 (2008.07.09)   | 란드그리스 (2009.03.04) |
| 부분유료화 서버 | 바포메트 (2008.05.14)      | 바포메트 (2009.04.22) | 바포메트 (2009.04.22)   |
| 부분유료화 서버 | 도플갱어 (2008.06.11)      | 바포메트 (2009.04.22) | 바포메트 (2009.04.22)   |
| 테스트 서버     | 사크라이                   | 사크라이              | 사크라이                |

## 관련 상품
- 애니메이션
  - 마법신화 라그나로크

- 파생 게임
  - 라그나로크 TCG - 온라인게임 (서비스 종료)
  - 라그나로크 TCG
  - 라그나로크 배틀 오프라인
  - 라그나로크 DS
  - 라그나로크 모바일
    - 라그나로크 외전 - Kafra Quest
    - 라그나로크 모바일 상인편
    - 라그나로크 모바일 도둑편
    - 라그나로크 모바일 검사편
    - 라그나로크 모바일 복사편
    - 라그나로크 모바일 궁수편
    - 라그나로크 모바일 마법사편
    - 라그나로크 베라인
    - 라그나로크 택틱스
    - 라그나로크 퍼즐링
    - 라그나로크 바이올렛
    - 라그나로크 스칼렛
    - 라그나로크 노스탤지어

- 도서
  - 월간 라그나로크 - 공식 홈페이지 내 서비스
  - 라그나로크 온라인 공식공략단행본 (Vol.1 ~ Vol.14)
  - 라그나로크 캐릭터 매뉴얼 가이드
  - 라그나로크 온라인 초보자용 가이드북 (2004.07)
  - 라그나로크 온라인 바이블 (2006.10)
  - LEONAS 4컷 라그나로크 (2006.08)
  - NJOY RAGNAROK (2007.01)
  - 도둑용선비의 라그담화 (2007.04)
  - 라그나로크 온라인 캐릭터 가이드북. 1 : 오딘 (2007.12)

- 음반
  - Ragnarok Online soundTeMP Special Remix!!
  - The Memory of Ragnarok (2CD)

## 평가
| 평가                                                               |        |
| ------------------------------------------------------------------ | ------ |
| 통합 점수 통합사 점수 게임랭킹스 84% [ 2 ] 메타크리틱 79/100 [ 3 ] |        |
| 통합 점수                                                          |        |
| 통합사                                                             | 점수   |
| 게임랭킹스                                                         | 84%    |
| 메타크리틱                                                         | 79/100 |

## 같이 보기
- 라그나로크 온라인 2

### 공식 웹사이트
- 국가별 포털 사이트 - 공식 웹사이트
- 대한민국 - 공식 웹사이트
- 북아메리카 - 공식 웹사이트
- 일본 - 공식 웹사이트
- 타이완, 홍콩 - 공식 웹사이트
- 필리핀 - 공식 웹사이트
- 인도네시아 - 공식 웹사이트
- 유럽 - 공식 웹사이트
- 브라질 - 공식 웹사이트
- 러시아 - 공식 웹사이트
- 중동 및 북아프리카 지역 - 공식 웹사이트

### 팬 사이트
- 라그나로크 인벤
- 라그나게이트